# Väli-Haru
Väli-Haru är en ö i Finland. Den ligger i Finska viken och i kommunen Fredrikshamn i den ekonomiska regionen  Kotka-Fredrikshamn i landskapet Kymmenedalen, i den södra delen av landet. Ön ligger omkring 34 kilometer öster om Kotka och omkring 140 kilometer öster om Helsingfors. Väli-
Öns area är 1,1 hektar och dess största längd är 200 meter i sydöst-nordvästlig riktning.